# Ted Savage
Ted Savage, född 15 januari 1887, död 2 mars 1920, var en friidrottare från Kanada. Han deltog vid olympiska sommarspelen 1908.